# Phosphate de potassium

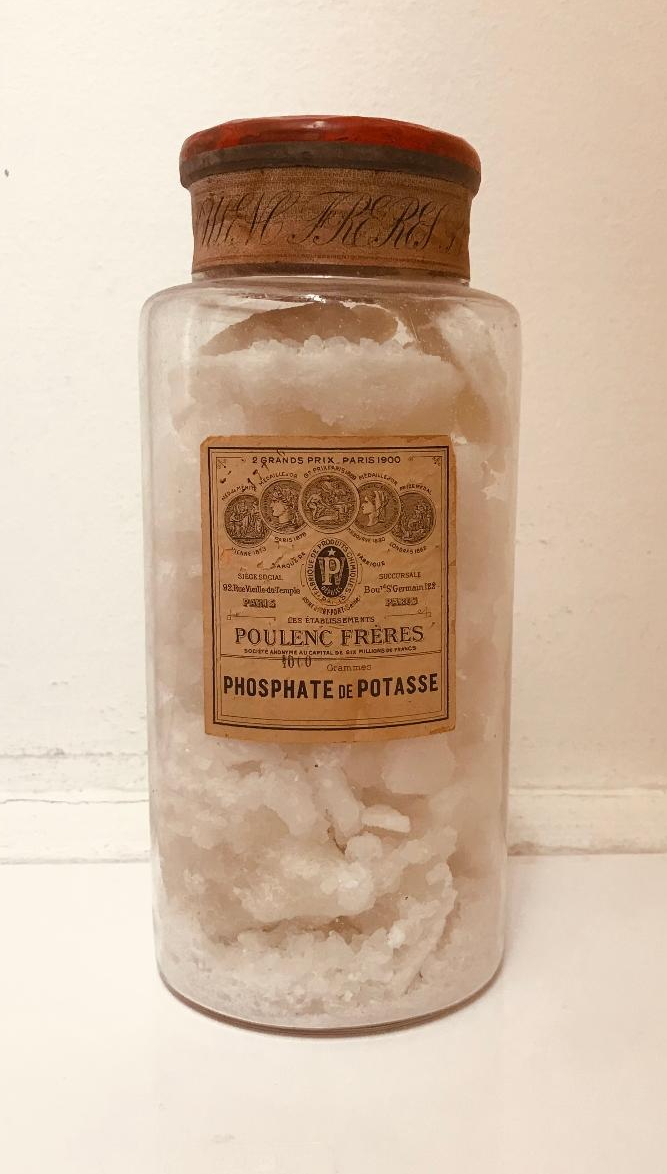
Flacon de 1 kg de phosphate de potasse (Labs. Poulenc Frères), ca. 1920.

Le phosphate de potassium est le nom générique pour les sels formés des ions phosphate et potassium résultant de l'attaque de l'hydroxyde de potassium (KOH ou potasse, base) par l'acide phosphorique.
Ces différents sels sont :
- le dihydrogénophosphate de potassium (monopotassique) (H2PO4−, K+), E340(i) ou KDP ;
- l'hydrogénophosphate de potassium (dipotassique) (HPO42−, 2K+), E340(ii) ;
- le phosphate de potassium (tripotassique) (PO43−, 3K+), E340(iii).

Dans l'alimentation, les phosphates de potassium sont utilisés comme additifs alimentaires (E340). Ils sont utilisés comme régulateurs alimentaires de pH, agents émulsifiants, séquestrants alimentaires, stabilisants et agents de rétention d'eau/d'humidité (humectants).